# Vannellida
Vannellida – rząd ameb należących do supergrupy Amoebozoa w klasyfikacji Cavaliera-Smitha. Klasyfikacja Adla traktuje Vannellida jako klad.
Należą tutaj następujące rodziny według Cavalier-Smitha:
- Vannellidae Bovee, 1979

W klasyfikacji Adla wyróżniamy następujące rodzaje:
- Clydonella
- Lingulamoeba
- Pessonella
- Platyamoeba
- Ripella
- Vannella

gatunek:
- Protosteliopsis fimicola[2]

oraz rodzaje o niepewnej przynależności:
- Discamoeba
- Unda